# FC Chambly Oise
FC Chambly Oise, właśc. Football Club de Chambly Oise – francuski klub piłkarski z siedzibą w Chambly.

## Historia
Klub został założony w 1989. W 2014 po raz pierwszy w swojej historii awansował do trzeciej ligi, a w 2019 do drugiej. Rozegrał w niej dwa sezony, po czym spadł do trzeciej ligi, a sezon później do czwartej.

### Historia występów w drugiej i trzeciej lidze
| Sezon   | Poziom | Liga     | Miejsce      |
| ------- | ------ | -------- | ------------ |
| 2014/15 | III    | National | 14.          |
| 2015/16 | III    | National | 9.           |
| 2016/17 | III    | National | 5.           |
| 2017/18 | III    | National | 11.          |
| 2018/19 | III    | National | 2. (awans)   |
| 2019/20 | II     | Ligue 2  | 10.          |
| 2020/21 | II     | Ligue 2  | 19. (spadek) |
| 2021/22 | III    | National | 16. (spadek) |

## Reprezentanci kraju grający w klubie
stan na listopad 2023
|  | - Melvyn Doremus - Christian Kinkela - Marvin Martin - Anthony Soubervie - Alexandre Arénate - Florian David - Grégory Gendrey - Fabien Raddas - Jorris Romil |  | - Opa Sanganté - Max Hilaire - Oumar Gonzalez - Pierre Womé - Jean-Vivien Bantsimba - Włatko Stojanowski - Mickaël Citony - Steeve Penel |  | - Jordan Pierre-Charles - Louis Mafouta - Keelan Lebon - Gustave Akueson - Guillaume Yenoussi - Aïssa Laïdouni - Mamadou Dansoko - Junior Tallo |